# Corregedor (Brasil)
No Brasil, corregedor é um juiz normalmente responsável por uma área, um nicho (setor) específico dentro da Administração Pública. É voltado prioritariamente para apuração e responsabilização de agentes/servidores públicos, em face de seus erros de conduta, devidamente previstos na legislação. Pode atuar na esfera federal, estadual ou municipal, assim como do Poder Executivo, Legislativo ou Judiciário.